# دراج ارکل
دراج ارکل (نام علمی: Pternistis erckelii) نام یک گونه از سرده دراج‌های کبکی است.

## نگارخانه

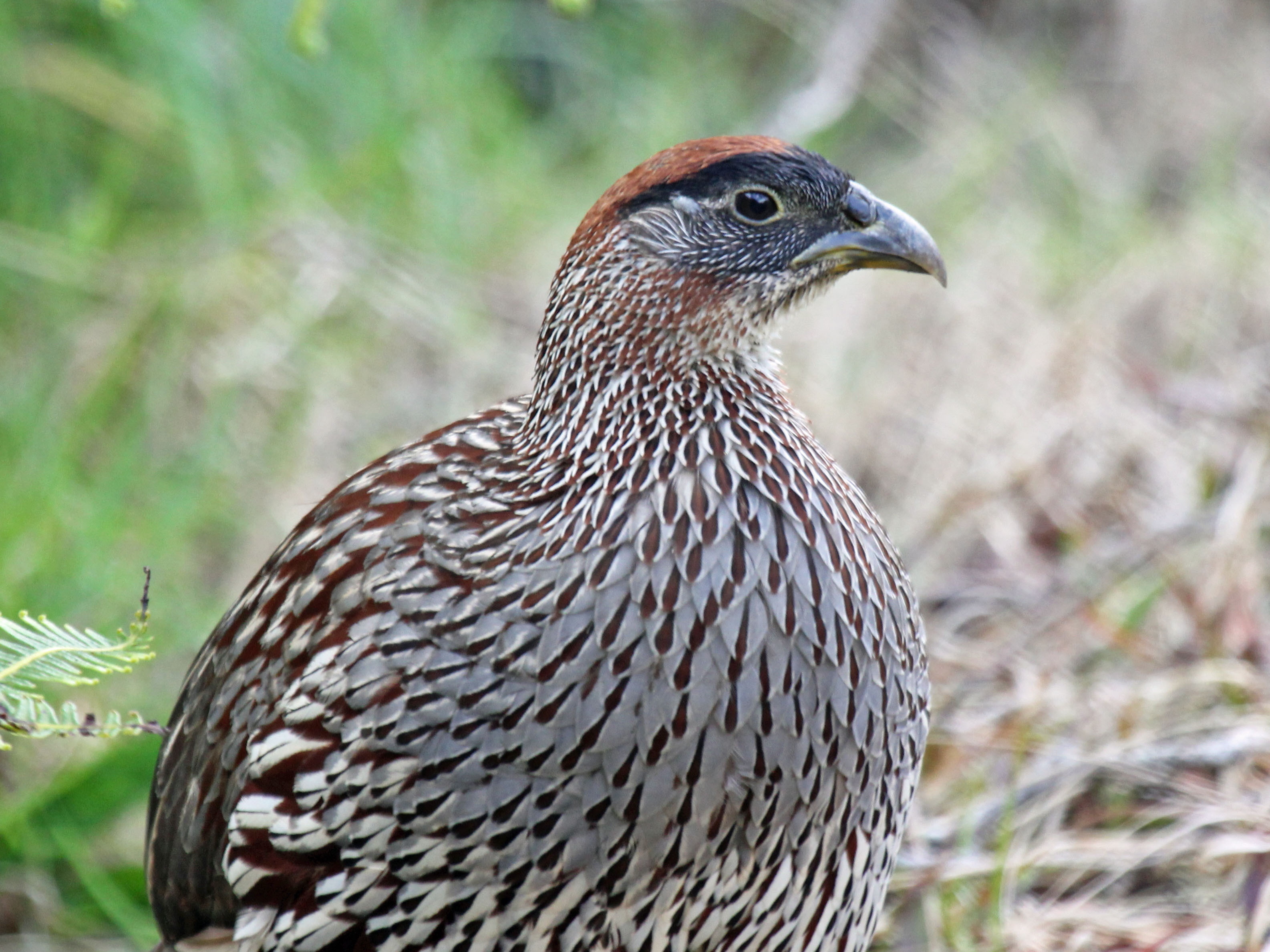
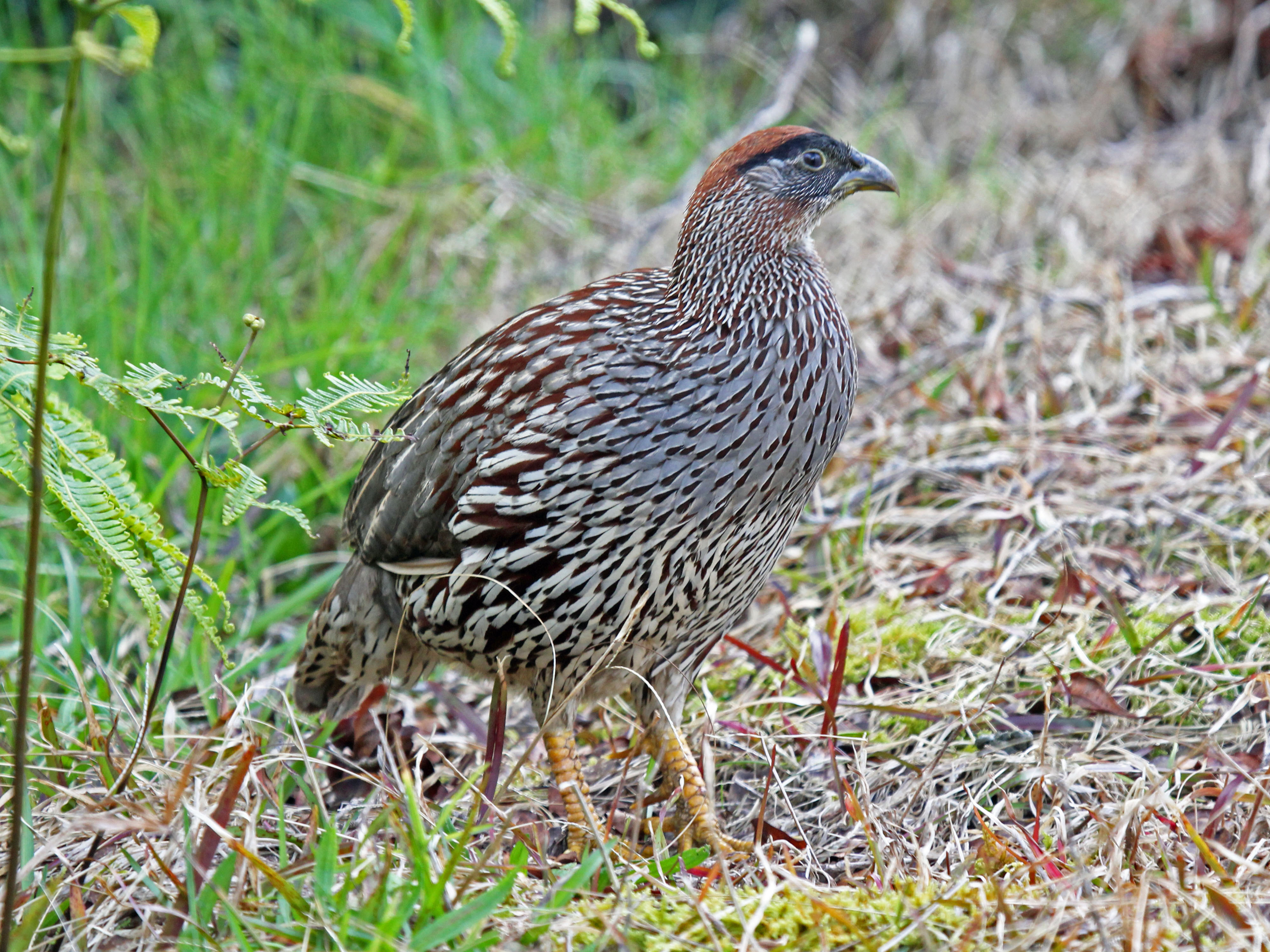
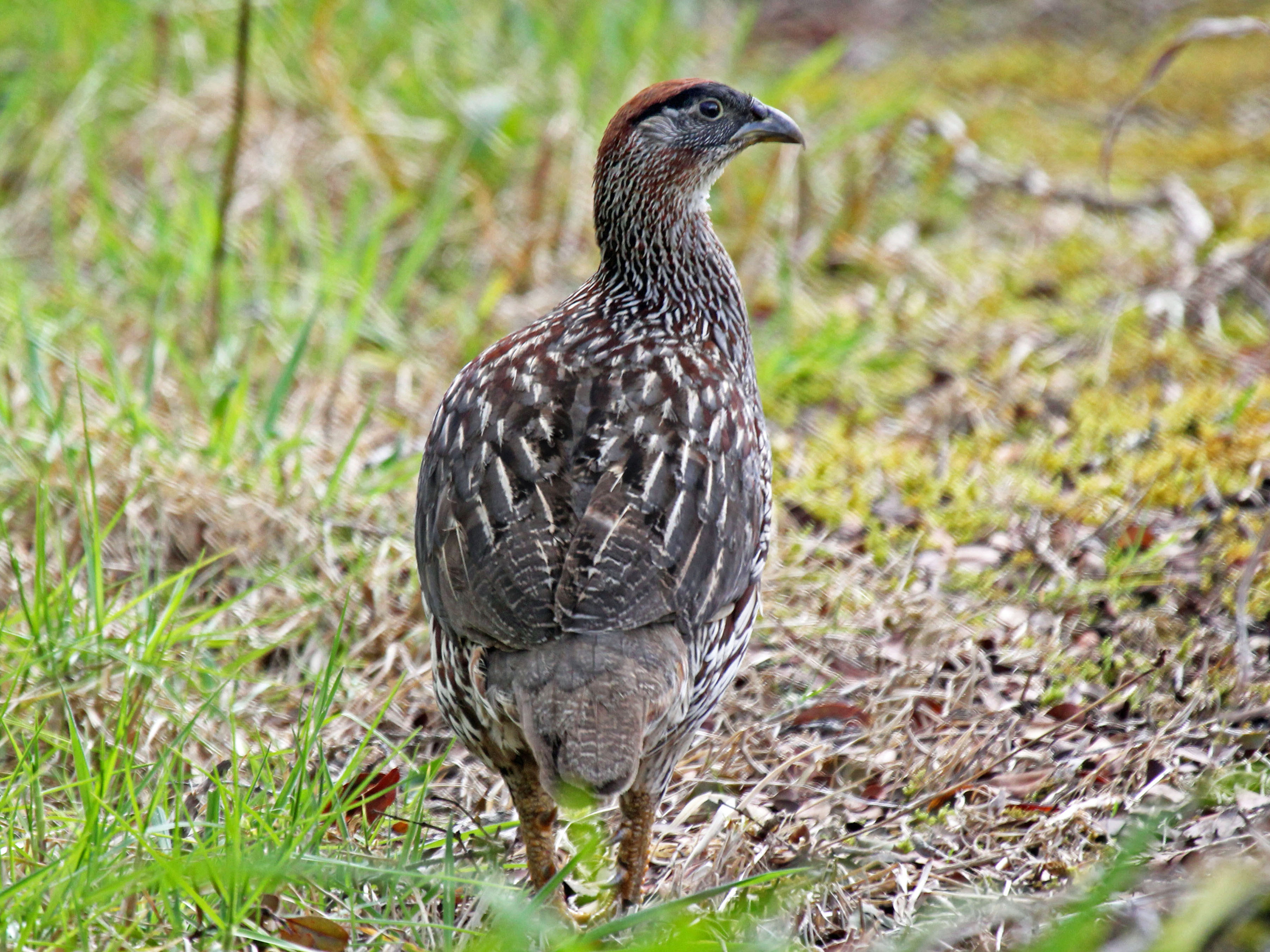